# Hebanthe erianthos
Hebanthe erianthos (com muitos sinônimos, incluindo Iresine erianthos e Pfaffia paniculata),  conhecido como suma, picão-de-tropeiro, solidonia ou ginseng brasileiro, é uma espécie de planta da família Amaranthaceae.
O epíteto específico também é escrito " eriantha", embora o basiônimo seja Iresine erianthos. 
A raiz desta trepadeira encontrada na América do Sul é usada tradicionalmente como remédio e tônico. Apelidado de "para tudo" no Brasil, é um fitoterápico tradicional.  Os povos indígenas da região amazônica têm usado a raiz suma por gerações para uma ampla variedade de propósitos de saúde, inclusive como tônico geral; como tônico energético, rejuvenescedor e sexual; um agente calmante; para tratar úlceras; e como uma panaceia por pelo menos 300 anos. 
A raiz contém fitoquímicos, incluindo saponinas (pfaffosídeos),  ácido pfáffico, beta-ecdisterona, glicosídeos e nortriterpenos. 

## Taxonomia
A espécie foi descrita em 2000 por Troels Myndel Pedersen e Troels Myndel Pedersen. 
Os seguintes sinônimos já foram catalogados:  
- Iresine erianthos  (Poir.) Pedersen
- Gomphrena eriantha  (Poir.) Moq.
- Gomphrena paniculata glabrata  Seub.
- Hebanthe paniculata  Mart.
- Pfaffia paniculata  (Mart.) Kuntze
- Pfaffia eriantha  (Poir.) Kuntze

## Forma de vida
É uma espécie terrícola, arbustiva e subarbustiva. 

## Descrição
A planta forma subarbustos ou arbustos, escandentes, 0,90–1,80 metros de de altura, glabros a esparsamente estrigosos, híspidos ou pilosos. Ela tem folhas ovais, oval-elípticas, oval-lanceoladas, elíptico-lanceoladas, 2–15 × 0,8– 5,8 cm, pecíolos indumentados, 0,3–1,5 centímetros de comprimento, ápice agudo a acuminado, base aguda a arredondada, face adaxial glabrescente, tricomas simples, face abaxial indumentada com tricomas esparsos.
Tem florescência com paracládios ramificados. Ela tem flores esbranquiçadas, com 2–3,5 milímetros de comprimento, pedúnculos indumentados; bráctea oval, indumentada na base e lateralmente, 1–1,7 milímetros de comprimento, bractéolas suborbiculares, indumentadas dorsalmente, 1– 1,5 milímetros de comprimento; tépalas externas ovais, ápice agudo, 3-nérveas, indumentadas dorsalmente, 2–3 milímetros de comprimento, tépalas internas ovais, 3-nérveas, indumentadas dorsalmente, 1,5–2 milímetros de comprimento; prolongamentos do tubo estaminal com filamentos laterais subtriangulares, mais curtos ou ainda, mais raramente, quase do mesmo tamanho do filamento central anterífero, anteras oblongas, 0,5–0,8 milímetros de comprimento, ovário ovoide ou globoso , 0,8–1,5 milímetros de comprimento, estigma capitado-bilobado ou capitado-emarginado.  
| Caule                            | Caule              |
| -------------------------------- | ------------------ |
| indumento do caule               | presente           |
| posição                          | escandente         |
| tipo de tricoma                  | simples            |
| Folha                            |                    |
| formato das folhas               | oval/elíptica      |
| presença de indumento no pecíolo | indumento presente |
| Flor                             |                    |
| cor da flor                      | esbranquiçado      |

## Conservação
A espécie faz parte da Lista Vermelha das espécies ameaçadas do estado do Espírito Santo, no sudeste do Brasil. A lista foi publicada em 13 de junho de 2005 por intermédio do decreto estadual nº 1.499-R. 

## Distribuição
A espécie é encontrada nos estados brasileiros de Acre, Amazonas, Bahia, Distrito Federal, Espírito Santo, Goiás, Minas Gerais, Mato Grosso do Sul, Mato Grosso, Pará, Paraná, Rio de Janeiro, Roraima, Rio Grande do Sul, Santa Catarina e São Paulo. 
A espécie é encontrada nos  domínios fitogeográficos de Floresta Amazônica, Caatinga, Cerrado, Mata Atlântica, Pampa e Pantanal, em regiões com vegetação de  campo limpo, floresta de inundação, floresta ombrófila pluvial, mata de araucária, savana amazônica e vegetação sobre afloramentos rochosos.